# Mraka-Urkunde

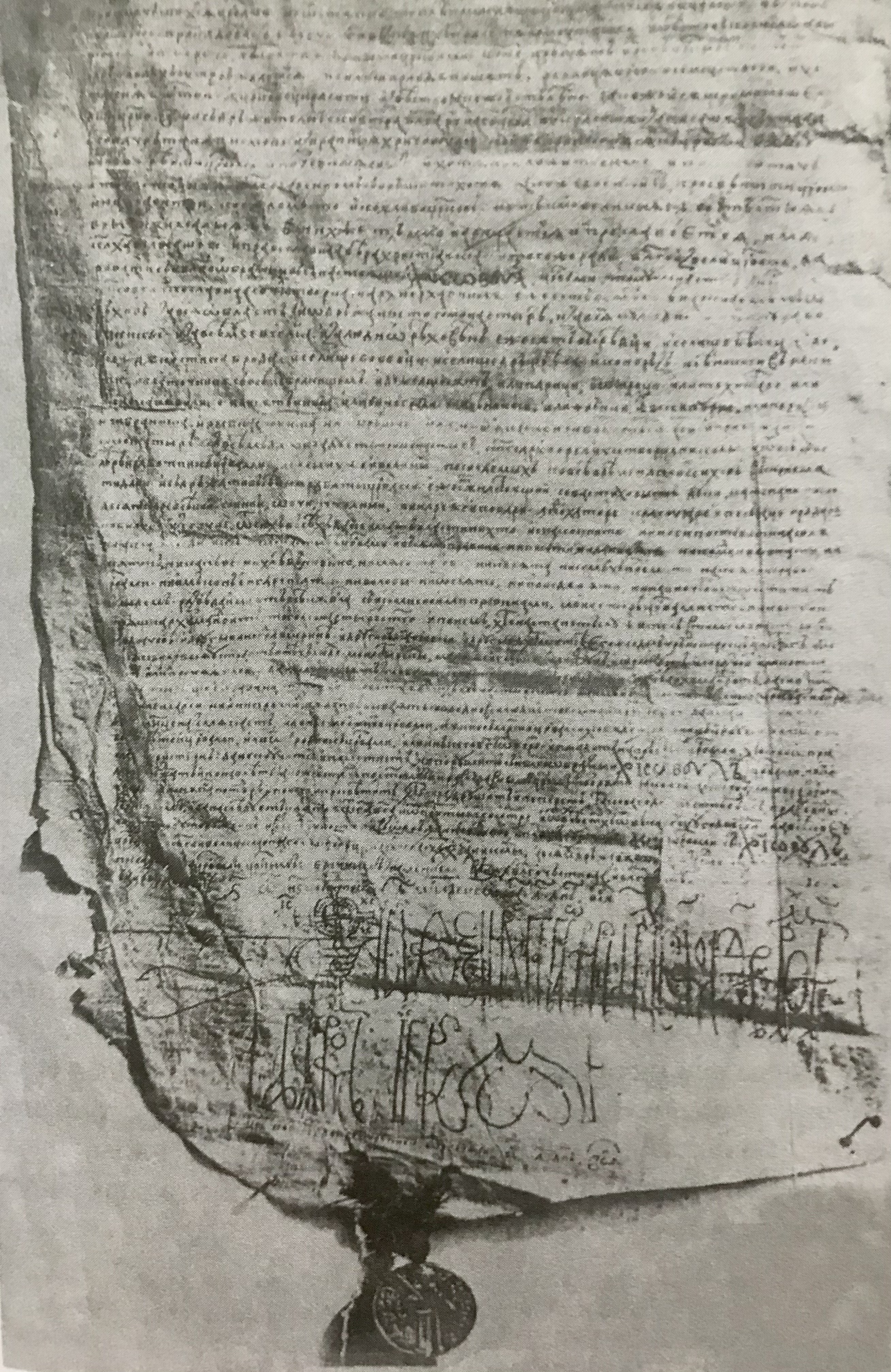
Die Mraka-Urkunde

Die Mraka Urkunde (bulgarisch Мрачка грамота), bekannt auch als Orjachowo Urkunde (bulg. Оряховска грамота), ist eine mittelalterliche Schenkungsbulle, die am 1. Dezember 1347 im Auftrag des bulgarischen Zaren Iwan Alexander gefertigt wurde. Die Mraka-Urkunde wurde dem Nikolaus-von-Myra-Kloster überreicht, das sich in der Gegend von Orjachow, in der Region Mraka bei Radomir (ca. 70 km südwestlich der bulgarischen Hauptstadt Sofia) befindet. Heute wird die Urkunde im Athos-Kloster Hilandar aufbewahrt, nachdem das Nikolaus-Kloster zerstört wurde. 
Dieses Dokument enthält ausführliche Informationen über das Steuersystem, den Verwaltungsapparat und den Status der abhängigen Bauern während des Zweiten Bulgarischen Reiches im 14. Jahrhundert. Die Urkunde ist ein 58 × 34 cm großes Pergament. Im unteren Teil des Pergaments ist mit seidenem Faden ein gut erhaltenes Goldsiegel des Zaren Iwan Alexander befestigt. Die Vorderseite des Siegels zeigt den Zaren in voller Höhe in frontaler Ansicht. Erkennbar sind seine Krone und in seiner Rechten ein Kreuz sowie in der Linken eine Schriftrolle. Rechts neben seinem Bildnis steht Iw. Alexander und links davon Zar der Bulgaren. Auf der Rückseite ist Christus abgebildet.